# 레슬리 페라
레슬리 페라(Lesley Fera, 2000년 1월 1일 ~ )는 미국의 연극 배우, 영화배우, 텔레비전 배우이다.
로스앤젤레스에서 태어났다.

## 영화
- 연인들 (2017년)
- 분: 더 바운티 헌터 (2017년)
- 프리티 리틀 라이어스 1 (2010년) - 베로니카 하스팅스 역
- CSI - 마이애미 (2002년)
- 솔트레이크 캅 (1999년)